# Tatsuki Fuji
Tatsuki Fuji (藤井 達樹 Fuji Tatsuki?) (6 de julio de 1970) es un luchador de sumo y lucha libre profesional japonés, más conocido por su nombre artístico Don Fujii.

## Carrera
Fuji ejerció como luchador de sumo de 1986 a 1995 en el stable Kitanoumi, hasta que fue invitado a WAR por el ex-sumo Genichiro Tenryu.

### Wrestle Association R (1995-1997)
Después de su carrera en el sumo, Fujii entró a trabajar en Wrestle Association R, sirviendo como trabajador de ring mientras recibía entrenamiento. Sin embargo, Fujii fue transferido al Último Dragón Gym poco después.

### Toryumon (1997-2004)
A mediados de 1997, Fuji debutó en Toryumon México derrotando a Takahiro Suwa. Al poco de su debut, se alió con Suwa y Shiima Nobunaga para formar el grupo heel Crazy MAX, al que poco después se uniría Yoshikazu Taru. Durante ese tiempo, Fuji comenzó a aparecer en World Championship Wrestling como Sumo Fujii, pero nunca pasó del grado de jobber. En México, Fuji cambió su nombre a Don Fujii, y poco después Crazy MAX fue transferido a la sucursal de Japón, Toryumon Japan, donde se convirtió en el grupo más dominante. El rol de Fuji era el del enforcer de la banda, ya que su físico y su entrenamiento de sumo le hacían el más fuerte de los cuatro. A pesar de ello, Fuji se definía por un carácter tranquilo y con cierto gusto por lo excéntrico. De hecho, uno de sus rasgos era el de cambiar de nombre artístico cada año, realizando votaciones entre los fanes para saber cuál sería el más adecuado. Otro de sus gags era dar saltos en el cuadrilátero, lo que debido a su peso producía unas supuestas ondas sísmicas que derribaban a todos los que se hallaran en él. Aunque formaba parte de Crazy MAX, Fujii tuvo también una irregular alianza con Ryo Saito llamada Bicycle Brothers.

### Dragon Gate (2004-presente)
Poco después del cierre de Toryumon Japan debido a la partida de Último Dragón, quien se llevó el nombre de Toryumon con él, CIMA y gran parte del plantel iniciaron la empresa Dragon Gate. Allí, Fuji decidió embarcarse en nuevos proyectos individuales y se retiró de Crazy MAX, siendo sustituido por el nuevo miembro Shingo Takagi. Fujii obligó a Second Doi y Naoki Tanizaki a formar el trío Iron Perms, en el que Doi y Naoki usaban el mismo peinado de Fujii, pero fue un grupo de corta vida, siendo desbandado pocos meses después cuando Don se hastió de sus nuevos secuaces. Poco después, Crazy MAX sufriría el mismo destino, por lo que Fujii fundó otro grupo cómico llamado Waku Waku Fuji Land con sus antiguos miembros, CIMA y Takagi. A ellos se unirían también Stalker Ichikawa y Super Shisa, añadiendo aún más comedia a las acciones del grupo, lo que, sumado al poco éxito que estos nuevos miembros conseguían, llevó a CIMA a acordar con Fujii un cambio de nombre, rebautizando la facción como Blood Generation. Ahora como un grupo serio, CIMA dictó estrictas leyes que prohibían a sus miembros llevar máscaras o maquillajes, dejando fuera por ello a Ichikawa y Shisa; pero luego se reveló una simple excusa para deshacerse de ellos, admitiendo como miembro al enmascarado Magnitude Kishiwada y convirtiendo en heel a todo el equipo.

### Pro Wrestling Guerrilla (2007)
A mediados de 2007, Fujii hizo su debut en los Estados Unidos al aparecer en el evento PWG Dynamite Duumvirate Tag Team Title Tournament de Pro Wrestling Guerrilla, derrotando a Stalker Ichikawa la primera noche. Durante la segunda noche, Fujii luchó contra Human Tornado, Bino Gambino y TJ Perkins, pero no logró ganar, siendo Tornado el ganador de la lucha.

## En lucha
- Movimientos finales
  - Nodowa Otoshi[2] (Chokeslam, a veces desde una posición elevada)
  - Nodowa Elbow[1][2] (Chokelift elbow drop, a veces desde una posición elevada) - innovado
  - Nice German[1][2] (Bridging German suplex)

- Movimientos de firma
  - HIMEI[2] (Boston crab)
  - Arm wrench inside cradle pin[4]
  - Big boot
  - Cross armbar[5]
  - DDT
  - Double leg Nelson pin
  - Dropkick, a veces desde una posición elevada
  - Figure four leglock[6]
  - Hip toss[7]
  - Kesagiri chop
  - Lou Thesz press[5]
  - Múltiples palm strikes
  - Plancha[7]
  - Running bulldog
  - Running lariat
  - Scoop slam
  - Standing powerbomb
  - Suicide dive

- Mánagers
  - TARU
  - TARUcito

- Apodos
  - "Demon General In His Fourties"[1]

## Campeonatos y logros
- Dragon Gate
  - Dragon Gate Open the Dream Gate Championship (1 vez)
  - Dragon Gate Open the Triangle Gate Championship (4 veces) - con CIMA & Naruki Doi (1), Masaaki Mochizuki & K-ness (1), Masaaki Mochizuki & Magnitude Kishiwada (1) y Masaaki Mochizuki & Akebono (1)
  - Dragon Gate Open the Twin Gate Championship (1 vez) - con Masaaki Mochizuki
  - Dragon Gate Open the Owarai Gate Championship (1 vez)
  - Dragon Gate Open the Owarai Tag Team Gate Championship (1 vez) - con Kikutaro
  - Dragon Gate I-J Heavyweight Tag Team Championship (1 vez) - con Masaaki Mochizuki

- International Wrestling Revolution Group
  - Distrito Federal Trios Championship (1 vez) - con Shiima Nobunaga & Judo Suwa[8]
  - Copa Higher Power (1998) - con Último Dragón, Magnum Tokyo, Ryo Saito, Shiima Nobunaga, Judo Suwa & Lyguila

- Osaka Pro Wrestling
  - OPW Tag Team Championship (1 vez) - con Masaaki Mochizuki
  - Osaka Pro Tag Festival (2010) - con Masaaki Mochizuki

- Toryumon
  - UWA World Trios Championship (4 veces) - con CIMA & SUWA (3) y CIMA & TARU (1)
  - One Night Tag Tournament (2001) - con Ryo Saito

- Pro Wrestling Illustrated
  - Situado en el Nº229 en los PWI 500 de 2003[9]
  - Situado en el N°206 en los PWI 500 de 2006[10]